# پرویسیش اولدندورف
شهر پرویسیش اولدندورف (به آلمانی: Preußisch Oldendorf) در ایالت نوردراین-وستفالن در کشور آلمان واقع شده‌است.